# Canton de Lavelanet
Le canton de Lavelanet est une ancienne division administrative française située dans le département de l'Ariège et la région Midi-Pyrénées.

## Géographie
Ce canton était organisé autour de Lavelanet dans l'arrondissement de Foix. Son altitude variait de 352 m (Lieurac) à 2365 m (Montségur) pour une altitude moyenne de 599 m.

## Administration

### Conseillers généraux de 1833 à 2015
| Période | Période          | Identité                 | Étiquette    | Qualité |
| ------- | ---------------- | ------------------------ | ------------ | --- |
| 1833    | 1871             | Jean Firmin Darnaud      | Droite       | Président de chambre à la Cour impériale de Toulouse Président du Tribunal civil de Toulouse maire de Roquefixade, député (1842-1849) |
| 1871    | 1877             | Henri Portet             | Républicain  | maire de Lavelanet |
| 1877    | 1883             | François-Arthur Caussou  | Droite       | Propriétaire à Lavelanet |
| 1883    | 1925             | Hector Roques            | Rad.-RG      | Banquier, filateur - maire de Lavelanet                                                                                               |
| 1925    | 1940             | Omer Bernadac            | Rad.         | Médecin Maire de Lavelanet |
|         |                  |                          |              | |
| 1943    | 1945             | Henri Dumons (1900-1978) |              | Président de la délégation spéciale de Lavelanet Nommé conseiller départemental en 1943                                               |
|         |                  |                          |              | |
| 1945    | 1961             | Noël Naudi (1897-1988)   | SFIO         | maire de Bélesta |
| 1961    | 1979             | Fernand Delmas           | DVG puis MRG | maire de Lavelanet |
| 1979    | 1985             | Claude Alzieu            | PS           | Médecin, premier adjoint au maire de Lavelanet                                                                                        |
| 1985    | 1992             | Jean-Michel Caux         | PS           | maire de Lavelanet de 1983 à 1995, député suppléant de Gilbert Faure (1978-1981), conseiller régional                                 |
| 1992    | 1998             | Bernard Marty            | DVD          | maire de Péreille de 1977 à 1995 et de Lavelanet de 1995 à 2001 président de Communauté de communes                                   |
| 1998    | 2001 (démission) | Jean-Pierre Bel          | PS           | Juriste Sénateur de l'Ariège (1998-2014) Président du Sénat (2011-2014) Maire de Mijanes (1983-1995) Maire de Lavelanet (2001-2008)   |
| 2001    | 2015             | Pierre Saboy             | PS           | Enseignant en retraite maire de Saint-Jean-d'Aigues-Vives (1983-2014)                                                                 |

### Conseillers d'arrondissement (de 1833 à 1940)
| Période                                  | Période | Identité                             | Étiquette | Qualité |
| ---------------------------------------- | ------- | ------------------------------------ | --------- | --- |
| 1833                                     | 1836    | Jacques Ambroise Avignon (1780-1854) |           | Maître de forge, propriétaire, négociant, maire de Bélesta                                                  |
| 1836                                     | 1845    | M. Authier                           |           | Suppléant du juge de paix à Lavelanet                                                                       |
| 1845                                     | 1848    | Pierre Justin Dastis (1805-1879)     |           | Négociant, maire de Lavelanet                                                                               |
|                                          |         |                                      |           | |
| av.1858                                  | 1871    | Antoine Clanet                       |           | Notaire, maire de Lavelanet                                                                                 |
|                                          |         |                                      |           | |
| 1898                                     | 1919    | François-Julien Bruneau              | Radical   | Sous-lieutenant de réserve, suppléant du juge de paix, négociant, adjoint au maire de Lavelanet             |
| 1919                                     | 1928    | Eugène Mortaize (1867-1941)          | Radical   | Vétérinaire à Lavelanet                                                                                     |
| 1928                                     | 1940    | Jean Antonin Bedeil                  | Radical   | Pharmacien à Lavelanet                                                                                      |
| 1940                                     |         |                                      |           | Les conseils d'arrondissement ont été suspendus par la loi du 12 octobre 1940 et n'ont jamais été réactivés |
| Les données manquantes sont à compléter. |         |                                      |           | |

## Composition
Le canton de Lavelanet regroupait 21 communes et comptait 13 423 habitants (recensement de 1999 sans doubles comptes).
| Nom                       | Code Insee | Intercommunalité   | Population (dernière pop. légale) |
| ------------------------- | ---------- | ------------------ | --------------------------------- |
| Lavelanet (chef-lieu)     | 09160      | CC du Pays d'Olmes | 6 245 (2014)                      |
| L'Aiguillon               | 09003      | CC du Pays d'Olmes | 408 (2014)                        |
| Bélesta                   | 09047      | CC du Pays d'Olmes | 1 011 (2014)                      |
| Bénaix                    | 09051      | CC du Pays d'Olmes | 144 (2014)                        |
| Carla-de-Roquefort        | 09080      | CC du Pays d'Olmes | 161 (2014)                        |
| Dreuilhe                  | 09106      | CC du Pays d'Olmes | 353 (2014)                        |
| Fougax-et-Barrineuf       | 09125      | CC du Pays d'Olmes | 449 (2014)                        |
| Ilhat                     | 09142      | CC du Pays d'Olmes | 120 (2014)                        |
| Lesparrou                 | 09165      | CC du Pays d'Olmes | 231 (2014)                        |
| Leychert                  | 09166      | CC du Pays d'Olmes | 101 (2014)                        |
| Lieurac                   | 09168      | CC du Pays d'Olmes | 177 (2014)                        |
| Montferrier               | 09206      | CC du Pays d'Olmes | 548 (2014)                        |
| Montségur                 | 09211      | CC du Pays d'Olmes | 137 (2014)                        |
| Nalzen                    | 09215      | CC du Pays d'Olmes | 137 (2014)                        |
| Péreille                  | 09227      | CC du Pays d'Olmes | 210 (2014)                        |
| Raissac                   | 09242      | CC du Pays d'Olmes | 44 (2014)                         |
| Roquefixade               | 09249      | CC du Pays d'Olmes | 151 (2014)                        |
| Roquefort-les-Cascades    | 09250      | CC du Pays d'Olmes | 93 (2014)                         |
| Saint-Jean-d'Aigues-Vives | 09262      | CC du Pays d'Olmes | 399 (2014)                        |
| Sautel                    | 09281      | CC du Pays d'Olmes | 106 (2014)                        |
| Villeneuve-d'Olmes        | 09336      | CC du Pays d'Olmes | 1 029 (2014)                      |

## Démographie
| 1962   | 1968   | 1975   | 1982   | 1990   | 1999   | 2006   | 2011   | 2012   |
| ------ | ------ | ------ | ------ | ------ | ------ | ------ | ------ | ------ |
| 14 132 | 14 739 | 15 970 | 15 594 | 15 053 | 13 423 | 13 173 | 12 667 | 12 590 |